# Street Life (singolo The Crusaders)
Street Life è un singolo del gruppo musicale statunitense The Crusaders, pubblicato nel 1979 come estratto dall'album omonimo. Il brano vede la partecipazione vocale non accreditata della cantante statunitense Randy Crawford.

## Tracce
7"
1. "Street Life" – 3:58
2. "The Hustler" – 3:50

12"
1. "Street Life" (Special Full Length US Disco Mix) – 7:50
2. "The Hustler" – 5:25

12" US promo
1. "Street Life" – 6:02
2. "Street Life" – 6:02

## Classifiche
| Classifica (1979)                    | Posizione massima |
| ------------------------------------ | ----------------- |
| Australia (Kent Music Report)        | 79                |
| Belgio (Ultratop 50 Fiandre)         | 25                |
| Irlanda (IRMA)                       | 14                |
| Norvegia (VG-lista)                  | 6                 |
| Paesi Bassi (Dutch Top 40)           | 13                |
| Paesi Bassi (Single Top 100)         | 20                |
| Svezia (Sverigetopplistan)           | 8                 |
| UK (OCC)                             | 5                 |
| US Billboard Hot 100                 | 36                |
| US Dance Club Songs (Billboard)      | 75                |
| US Hot R&B/Hip-Hop Songs (Billboard) | 17                |